# Tokyo MX
Tokyo MX ist der Fernsehsender des Medienunternehmens Tokyo Metropolitan Television K.K. (jap. 東京メトロポリタンテレビジョン株式会社, Tōkyō Metoroporitan Terebijon Kabushiki kaisha, engl. Tokyo Metropolitan Television Broadcasting Corp.). Er ist der einzige private, der ausschließlich die Präfektur Tokio abdeckt. Dort konkurriert er als eigenständiger Sender mit Nippon Television, TV Asahi, TBS, TV Tokyo und Fuji TV, die jeweils die Leitsender ihrer landesweiten Networks sind.
Er wurde am 30. April 1993 gegründet und begann am 1. November desselben Jahres mit der Übertragung seines Programms. Die analoge Antennenausstrahlung wurde zum 24. Juli 2011 eingestellt.